# Sonia Couoh
Sonia Couoh (Ciudad Nezahualcóyotl, 8 d'agost de 1983, Estat de Mèxic, Mèxic) és una actriu de cinema i televisió mexicana.

## Trajectòria
Va néixer en Ciutat Nezahualcóyotl, Estat de Mèxic. És coneguda per la seva participació en les pel·lícules La dictadura perfecta, Norteado (2009) Días de gracia, Vaho, Mi universo en minúsculas, Potosí, Las manos limpias, Dentro de uno, The Gold Mine, ntre altres.
Va ser nominada al Premi Ariel a la millor coactuació femenina gràcies al seu treball a Norteado. El 2021 va ser una de les protagonistes de Nudo mixteco, opera prima dirigida per Ángeles Cruz.

## Filmografia
- La vida es una canción (2004) - sèrie de televisió- Maru
- Corazón partido (2005) sèrie de televisió- Carmen
- La vida inmune (2006) Sarita
- When You were Young-The Killers (2006) - curt - Actriz principal[3]
- Polvo sois (2007) - curt
- La curiosa conquista del ampere (2008) - curt - Rosario
- Capadocia (2008) - sèrie de televisió - Elsa Peña
- Casi divas (2008) – Aspirant 1
- Soy mi madre (2008) - Solana
- Norteado (2009) - Cata
- Vaho (2009) - Amalia
- Miedo (2009) - curt
- La mina de oro (2010) - curt - Novia agencia de viajes
- La nuera de Don Filemón (2010) - curt- Remigia
- Días de gracia (2011) - Esperanza
- Mi universo en minúsculas (2011) - Karina
- Lebenswelt (2012) - curt
- Casa desierta (2012) - curt - Maya
- Las manos limpias (2012) - curt - Ella
- Dentro de uno (2012) - Camperola
- Potosí (2013) - Veronica
- Jerusalén (2013) - curt - mare
- Mirar atrás (2013) - curt - Cecilia
- La dictadura perfecta (2014) - Nana Gemelas
- Yo sé que puedo (2015) - TV mini serie - Carla
- Mil capas (2015) - curt - María
- Drunk History: El Lado Borroso De La Historia (2016) - sèrie de televisió - La malinche
- Dios Inc. (2016) - sèrie de televisió - Josefa
- Un día cualquiera (2016) - sèrie de televisió - Bianca/Adela
- Hoy voy a cambiar (2017)
- Sincronía (2017) - sèrie de televisió - Aurora
- Falco (2018) - sèrie de televisió - Edna Jordán
- Rosario Tijeras (2018) - sèrie de televisió - Melva
- Nudo mixteco (2021) – llargmetratge - María
- Todo va a estar bien (2021) - sèrie de televisió, Mujer pessero
- Guadalupe (2021) - curt - Guadalupe